# Srstka angrešt
Srstka angrešt, také srstka obecná či meruzalka srstka (Ribes uva-crispa, Grossularia uva crispa) je běžný lesní i zahradní keř lidově známý jako angrešt.

## Popis
Planě rostoucí keře jsou vysoké asi jeden metr. Listy jsou opadavé dlouhé 2 až 4 centimetry, na rubu chlupaté. Letorosty jsou ostnité. Zvonkovité květy jsou malé růžovočervené, vyrůstají v paždí listenů. Angrešt je diploidní (2n=16) a je většinou samosprašný. Cizosprašnost zajišťuje hmyz. Plodem je bobule, nazývaná „angrešt“. Pěstované kultivary mívají elipsoidní bobule o rozměrech zhruba 2x3 centimetrů, dozrávající v červenci. Plané rostliny mají plody menší. Dužina obsahuje zhruba 30 semen.

## Výskyt
Mírný pás Euroasie. V přírodě roste především v polostínu a závětří na lesních okrajích a pasekách. Vyhovuje mu vlhká, středně těžká, mírně humózní půda s neutrálním pH a dostatečnou zálivkou.
Kulturní odrůdy se pěstují v ovocných zahradách.

## Zahradní odrůdy
Původní odrůda je se zelenými plody a další kultivary jsou také s plody bílými, žlutými či červenými

### Rozdělení kultivarů
- běloplodé
- zelenoplodé
- červenoplodé
- žlutoplodé

### Seznam odrůd angreštu
- Bílý nádherný
- Černý Neguš
- Dagmara
- Darek
- Dukát
- Industrie
- Invicta - nemá chuť
- Kameniar
- Karát
- Karmen
- Krasnoslavjansky
- Mistrál
- Niesluchowski
- Pax
- Prima
- Produkta
- Rixanta
- Reflamba
- Remarka
- Rokula
- Rolonda
- Tamara
- Triumphant
- Veliš
- Viking
- Zlatý fík

## Obsahové látky
Plod angreštu obsahuje mnoho cenných kyselin, hlavně citronovou, jablečnou, vinnou a šťavelovou. Cukru obsahuje méně než 10%, především fruktózu. Obsahuje stejně vitamínu C jako citrony, vitamín E, dále menší množství vitamínu B. Z minerálních látek je bohatý na draslík, fosfor, karoten, vápník, hořčík, železo, zinek, mangan, fluór, biotin a měď. Dále křemík, který pomáhá udržovat zdravé stěny buněk a pevné vazivové tkáně a tak předchází cévním nemocem. Slupka je navíc bohatá na nenasycené mastné kyseliny a to také srdci prospívá.

### Průměrný obsah látek a minerálů
Tabulka udává dlouhodobě průměrný obsah živin, prvků, vitamínů a dalších nutričních parametrů zjištěných v plodech angreštu.
| Složka          | Jednotka | Průměrný obsah | Prvek (mg/100 g) | Průměrný obsah | Složka (mg/100g) | Průměrný obsah |
| --------------- | -------- | -------------- | ---------------- | -------------- | ---------------- | -------------- |
| voda            | g/100 g  | 90,1           | Na               | 2              | vitamin C        | 14             |
| bílkoviny       | g/100 g  | 1,1            | K                | 210            | vitamin D        | 0              |
| tuky            | g/100 g  | 0,4            | Ca               | 28             | vitamin E        | 0,37           |
| cukry           | g/100 g  | 3,0            | Mg               | 7              | vitamin B6       | 0,02           |
| škrob           | g/100 g  | 0              | P                | 34             | vitamin B12      | 0              |
| vláknina        | g/100 g  | 2,4            | Fe               | 0,3            | karoten          | 0,11           |
| mastné kyseliny | g/100 g  | -              | Cu               | 0,06           | thiamin          | 0,03           |
| cholesterol     | g/100 g  | 0              | Zn               | 0,1            | riboflavin       | 0,03           |
| energie         | kJ/100 g | 81             | Mn               | 0,1            | niacin           | 0,3            |

## Galerie

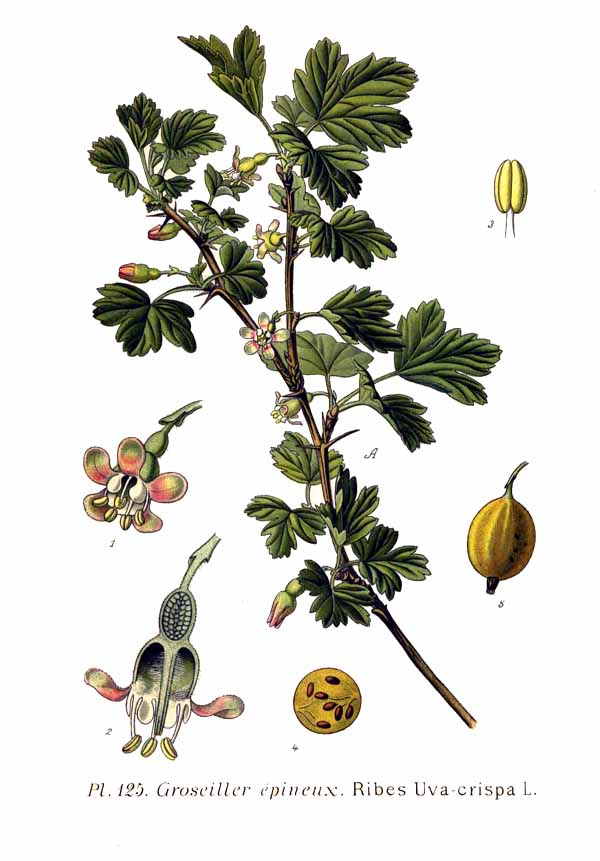
Botanická tabule srstka angrešt.

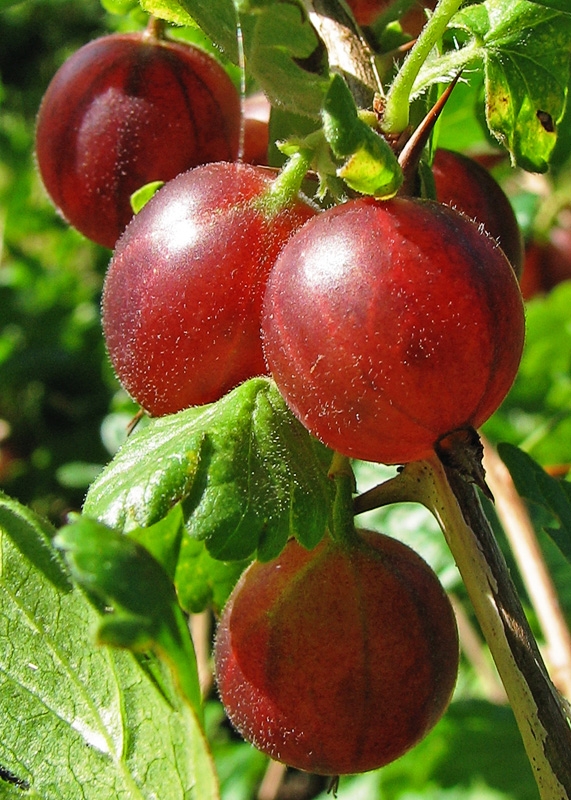
Červená odrůda
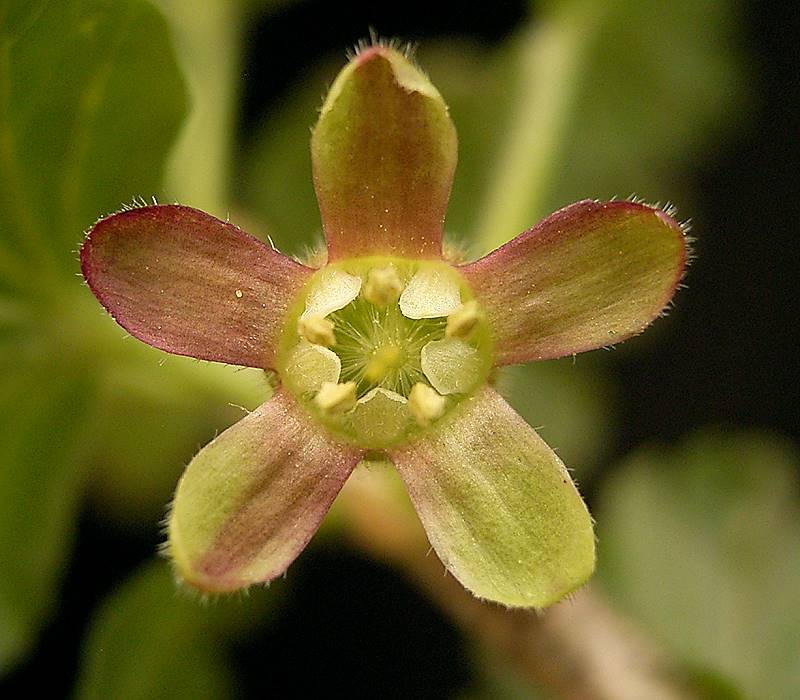
Květ
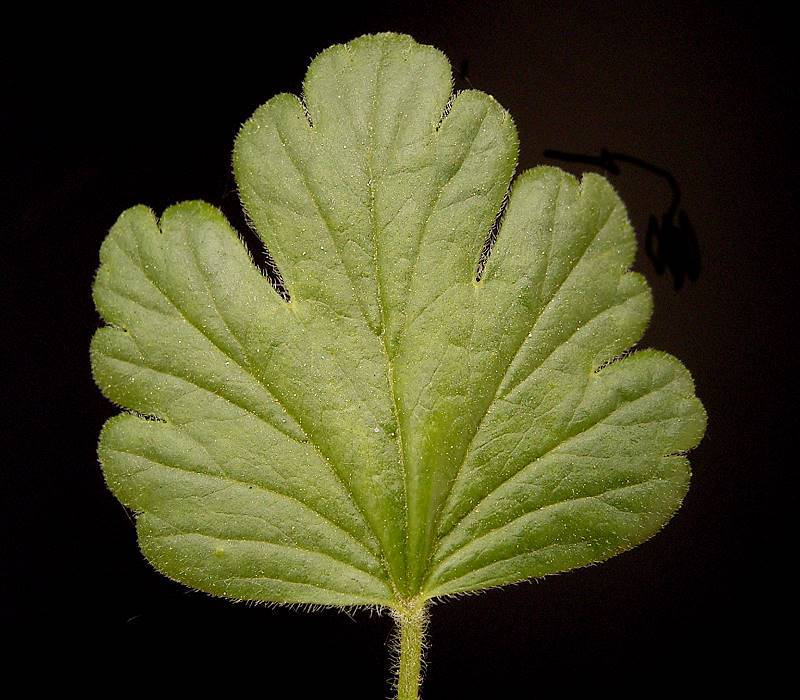
List
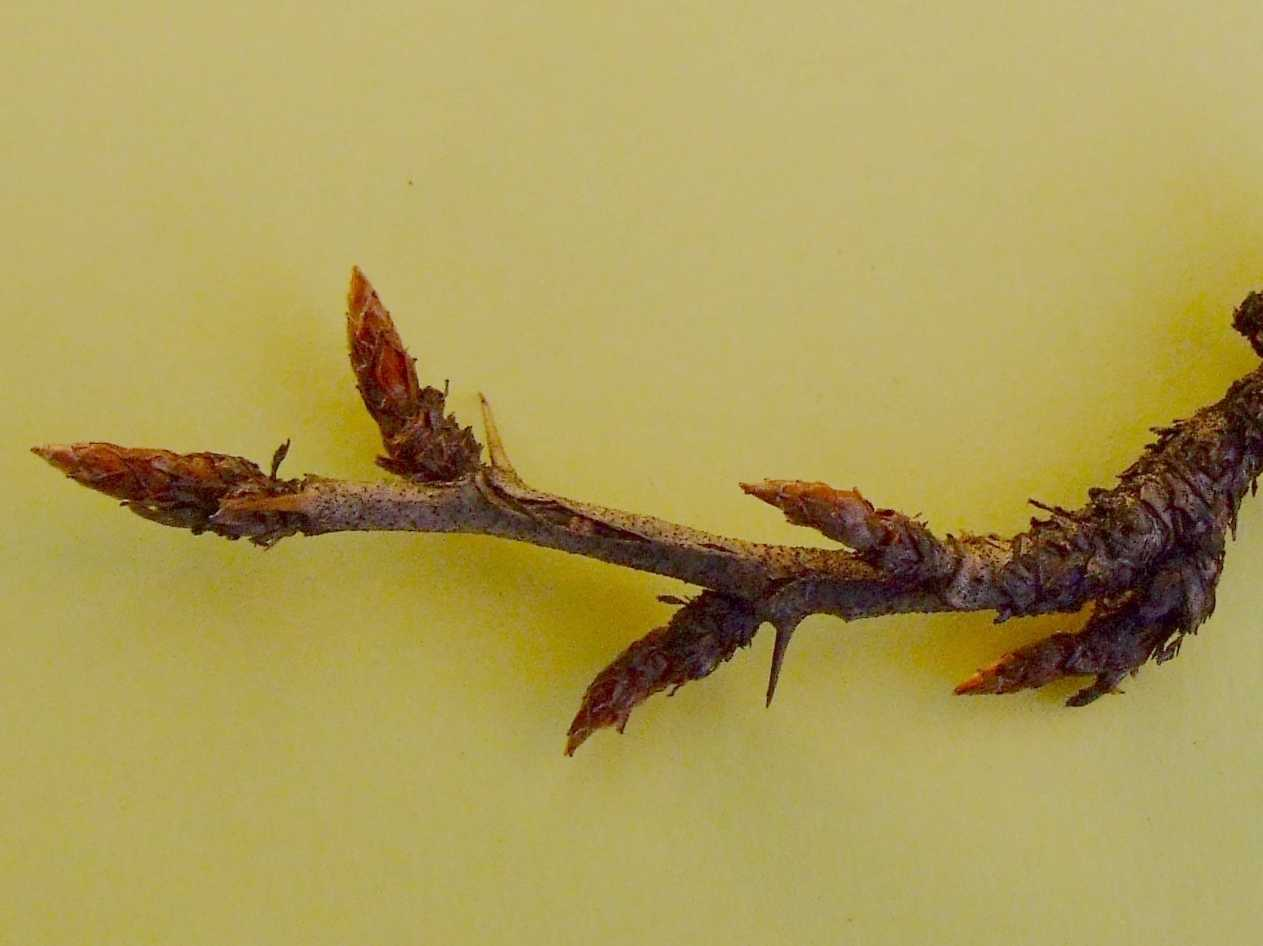
Letorost

## Pěstování
Sazenice začnou plodit za 3 až 4 roky po výsadbě.

### Poloha
Angrešty jsou vhodné pro pěstování v regionech, kde sezóna není dostatečně dlouhá, aby úspěšně dozrávaly hrozny.
Angreštu se daří na různých půdách za předpokladu, že půda je dostatečně bohatá, aby na místě mohlo růst kvalitní obilí, je propustná a odvodněná, a je možné ji snadno obdělávat. Žádný zisk nelze očekávat při pěstování angreštu na chudé půdě, protože nepřinese dost velkou úrodu. Těžké jílovité půdy jsou nevhodné k obdělávání, ale lehká písčitá půda není schopna udržet vlhkost.
Angrešt preferuje raději vlhkou, středně těžkou půdu. Snese dobře lehčí půdy, ale jejich plodnost bude kratší a rostliny budou více podléhat chorobám. U angreštu půda by měla být neutrální a dobře zásobena humusem.

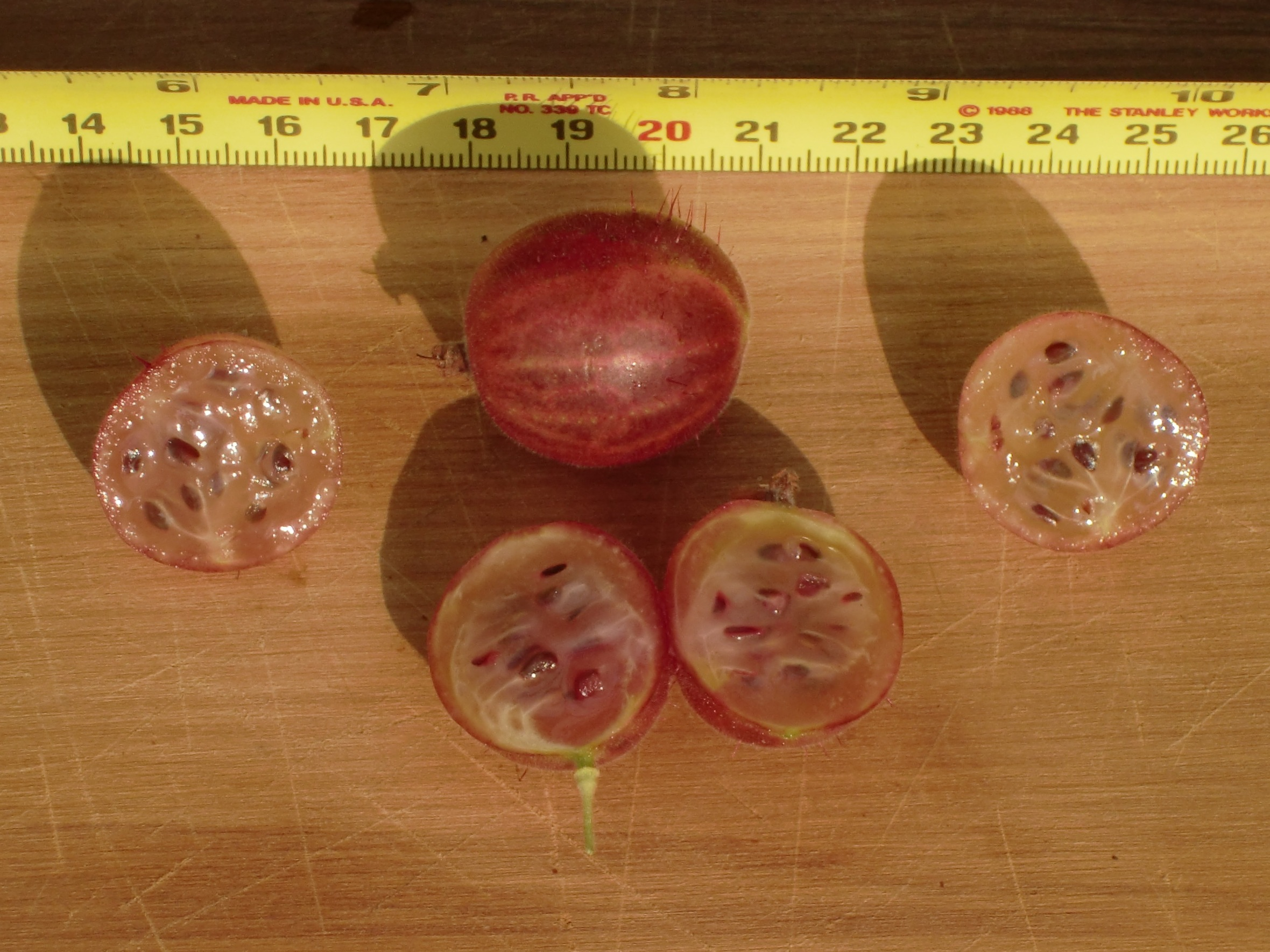
Plody

Místo pro angrešt by mělo být zvoleno s péčí, protože je ještě důležitější než například v případě rybízu. Mezi rostlinami musí být volný prostor pro cirkulaci vzduchu, což je zvláště důležité u evropských druhů. Pokud je angrešt vysazen na místě, kde se tvoří mlhy, lze s jistotou předpovědět, že budou trpět plísní. Nemohou být ze stejného důvodu úspěšně pěstovány v malých uzavřených prostorech, jako jsou zahrady s plotem. Také ani nemohou být chráněny v příliš velké míře lesy. Mohou mít severní expozici, ale proudění vzduchu je hlavním předpokladem úspěchu.

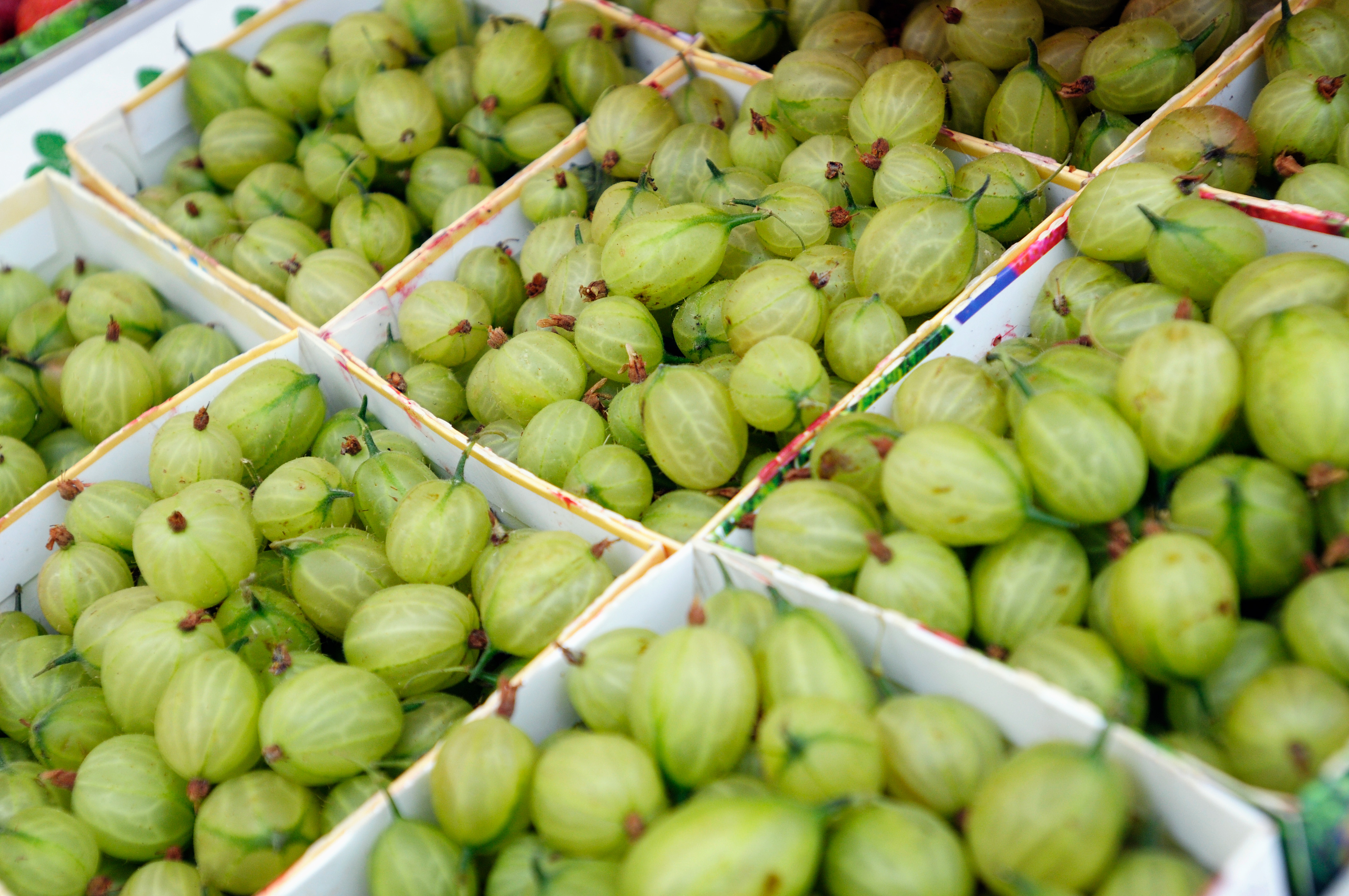
Sklizené (nezralé) plody, Švédsko

### Rozmnožování
V přírodě má největší význam množení a rozšiřování semeny především pomocí zvířat, která konzumují plody.
Kulturní odrůdy angreštu se semeny nemnoží. Aby si odrůdy podržely svoje vlastnosti, množí se nepohlavně roubováním, řízkováním nebo kopčením. Angreštová semena se vysévají při šlechtění nových odrůd. Převážná část sazenic vypěstovaných ze semen angreštu nedosahuje kvality rodičů.
Stromkový angrešt se roubuje na podnož meruzalka zlatá (Ribes aurea).

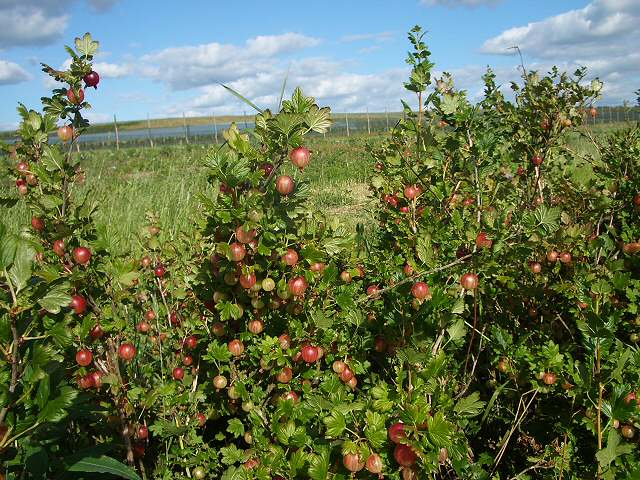
Angrešt vedený na drátěné konstrukci

### Řez
Angrešt nepotřebuje prakticky žádný řez při výsadbě, kromě řezu poškozených kořenů nebo větviček.
Angrešt se prořezávají do dvou forem, keřové a stromkové. Když se prořezávají do formy keře, čtyři, pět, nebo šest výhonů může být pěstováno na každém keři,což je nejlepší komerční forma. V některých zahradách a v Evropě se pěstuje angrešt jako stromek. Stromková forma není tak dobrá jako keřová. Problémy vznikají při poškození, vážném napadení a dochází k rychlému stárnutí dřeviny. Ani nepoškozený stromek není tak dlouholetý jako forma keře. Ve stromové formě rostliny sklizně začnou klesat po 6 nebo 8 letech. Ve formě keře mohou zůstat vitální 25 let a více, i když jsou často odstraněny po 10 nebo 12 letech.
Angreštový keř dosáhne dospělosti po 4 nebo 5 letech. Vládne mylná představa, že střed angreštového keře by měly být prořezán tak, aby byl otevřený. To ale není nutné. Ve skutečnosti to může být škodlivé, neboť vystavuje ovoce příliš mnoho slunci. Jako obecné pravidlo při řezu lze přijmout, že nové výhony je třeba prořezávat zpět na jednu polovinu svého růstu každý rok. Prořezávání dává tendenci udržovat keře robustní a zabrání tvorbě dlouhých, visících větví, které se ohýbají a ovoce je v kontaktu s půdou. Většina výhonů na každém keři by měla být 3-5 roků stará, nejlépe plody nese dřevo tohoto stáří.

### Hnojení

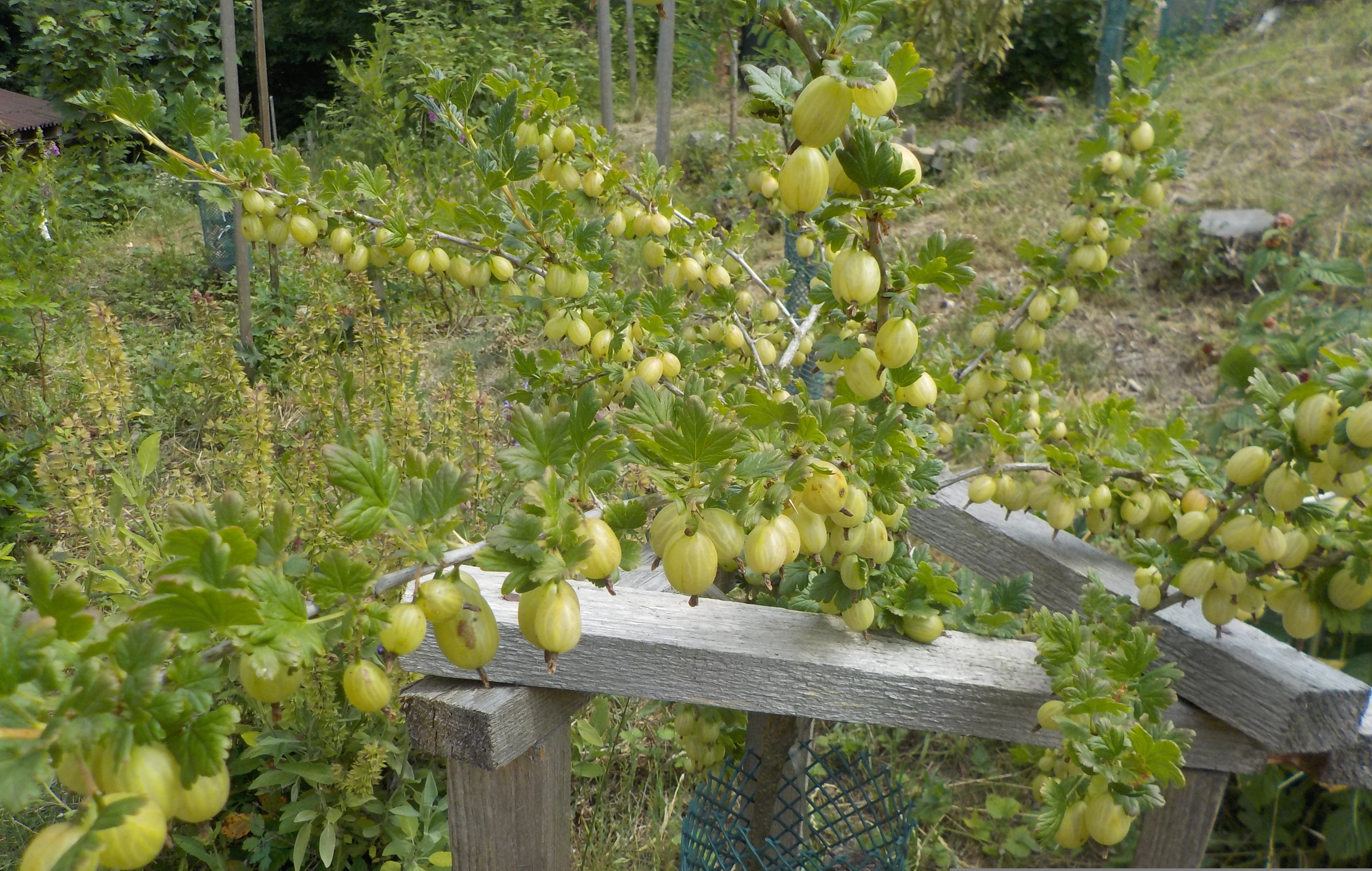
Angrešt v menším ovocném sadu

Angreštové keře pro dosažení dobré sklizně musí být dobře vyživované a půda kolem nich musí být bohatá na organickou hmotu. Kravský hnůj je jedním z nejlepších hnojiv pro angrešt. Měl by být použit na podzim a zapracován do země na jaře (tímto způsobem však přes zimu ztratí většinu dusíku). Toto použití může být doplněno aplikací kostní moučky nebo strusky a nějakými draselnými hnojivy, jako je chlorid draselný. Je-li dostatečně použit hnůj může být zajištěno, že rostliny budou dávat ty nejlepší výsledky.

### Sklizeň
Plody angreštu se sklízejí nedozrálé nebo zralé. Při sběru a prodeji nedozrálých plodů nejsou plody náchylné k mechanickému poškození při vychystávání a balení oproti zralým plodům, lépe snáší dopravu. Ovoce, které se nechá dozrát na keřích je sladší , ale je měkčí, a pokud v období dozrávání probíhá dlouhotrvající déšť, zralé ovoce je náchylné k praskání a plesnivění. Zrání plodů a semen je vyčerpávající proces, který může vést k snížení sklizně v následujícím roce.
Výnosy z prodeje nezralého ovoce jsou obvykle srovnatelné s výnosy zralého ovoce, i když velké a zralé plody někdy přináší nejvyšší ceny sezóny,
ceny nezralého angreštu jsou obvykle stejně dobré, nebo dokonce lepší, než ceny zralého ovoce.
Sběr z angreštu není příjemná práce, protože má keř trny na větvích. S trochou praxe a zručnosti může být sklizeň provedena bez větších problémů. Jsou-li plody sklízeny nezralé, je dobré držet větev jednou rukou a druhou je strhnout spolu s listy. Ruka, která plody strhává by měla být chráněna rukavicí. Plody které se sbírají tímto způsobem musí být očištěny například proudícím vzduchem aby se zbavily listí a větviček. Pak se sklizené plody balí pro trh.
Když je sklizen nezralý angrešt tímto způsobem, mohou být plody dodávány téměř na kamkoliv a bez úhony. Pokud jsou angrešty sklizeny dozrávající, musí být tříděny mnohem pečlivěji. Neměly by mít otlaky, a ani jejich pokožka by neměla být poškozena. Sběračům v USA v letech kolem 1910 bylo obvykle vypláceno od 1 do 1,5 centu za litr a bylo sklízeno v průměru mezi 60 a 100 litry za den. Ceny za angrešt na trhu v New Yorku v letech okolo 1910 se pohybovaly od 1,75 do 2 dolarů za bušl (35,23 litru), ale někdy byly i mnohem vyšší. Na dalších trzích, kde je angrešt prodáván se ceny pohybovaly od 4 do 10 centů za libru (0,453 592 37 kg), v závislosti na odrůdě a na tržních podmínkách. Nejvíce angreštu je prodáváno do konzervárenských závodů.

## Choroby a škůdci

### Americké padlí angreštové

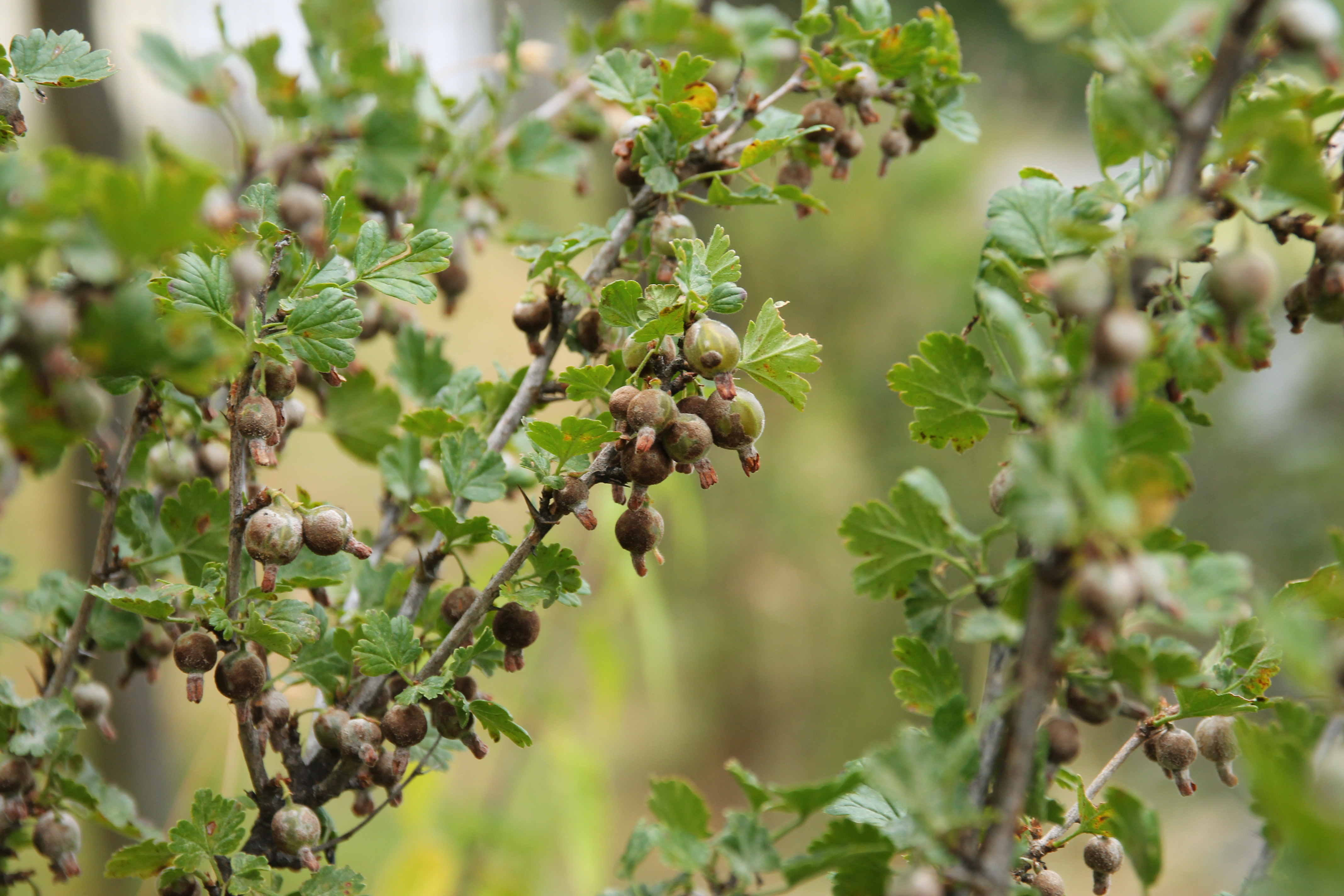
Americké padlí angreštové

Americké padlí angreštové (také nejnověji nazývané hnědé padlí angreštové) je choroba ovocných dřevin, které se projevuje především napadením plodů a listů. Choroba je způsobena cizopasnou houbou Podosphaera mors-uvae. Koncem května se objevuje na mladých výhoncích povlak bělavého moučnatého epifytického mycelia, kterým se zakrátko pokryje celý vegetační vrchol i s pupeny. V tomto stadiu se hojně tvoří bělavý poprašek konidií. Na napadené větvičce jsou listy o něco menší, často se ohrnují na spodní stranu, dříve zasychají nebo předčasně opadávají. Z bělavého primárního mycelia brzy vyrůstá hnědé, sekundární, tzv. vzdušné mycelium,

### Antraknóza rybízu
Antraknóza rybízu je houbová choroba rostlin rovněž nazývaná pakustřebka rybízová. Je způsobená houbou Drepanopeziza ribis, napadající především rod meruzalka (Ribes) a tedy také srstky. Od konce jara se vyskytují na listových čepelích zřejmé příznaky. Ačkoliv bývají napadány i listové řapíky, letorosty a stopky květů a plodů nejčastěji symptomy nákazy lze najít na listech. Listy bývají posety žlutozelenými 1 až 3 mm velké skvrnami. Tkáň se skvrnami během léta odumírá. Skvrny lze ovšem již od počátku snadno pozorovat, protože symptomatická tkáň je ostře ohraničena světlezeleným okrajem.

## Použití
V kuchyni: Angrešt lze kompotovat, zpracovávat na džem i mošt, aniž by ztrácel prospěšné vlastnosti.
V léčitelství: Angrešt je vhodný pro konzumaci dospělými i dětmi, neboť je nízkokalorický, má hodně vitamínu C (200 gramů dodá tělu polovinu denní doporučené dávky) a obsahuje také vlákninu prospěšnou pro zažívací trakt; ze zdravých, v teplém stínu usušených lístků angreštu lze spařením připravit výborný čaj (20 gramů na půllitr vody), který má protizánětlivé účinky a také zklidňuje organismus žen před začátkem menstruace. [zdroj?]
Trh preferuje velkoplodé odrůdy angreštu, a dokonce i konzervárny jim dávají přednost. Z tohoto důvodu jsou preferovány evropské druhy, které nesou největší plody. Většina Američanů nezná zralý angrešt určený k přímé konzumaci, velká poptávka je ale po zeleném angreštu na želé a další kuchyňské úpravy, píše v roce 1912 autor odborné publikace.